# Euctemón
Euctemón fue un astrónomo ateniense. Fue contemporáneo de Metón y trabajó estrechamente con él. Poco se conoce de su trabajo aparte de su asociación con Metón y que es mencionado por Ptolomeo. Con Metón, hizo una serie de observaciones de los solsticios (los puntos en los que el sol está a mayor distancia del ecuador) para determinar la longitud del año tropical. Gémino de Rodas y Ptolomeo lo citan como una fuente sobre la salida y la posición de las estrellas.

## Eponimia
- El cráter lunar Euctemon (con su grafía inglesa) se llama así en su memoria.